# Borrassa
Una borrassa és una peça teixida, com una mena de flassada o llençol de cànem o jute (modernament de malla de plàstic) usada en la collita d'olives, ametlles, garrofes o productes similars. La caiguda dels fruits madurs de l'arbre es pot provocar manualment (amb els dits -munyida-, amb raspalls o pintes, a cops de canya, escombres…) o mecànicament, fent vibrar l'arbre.
La borrassa també pot usar-se per a transportar palla, alfals i altres materials, embolicant la matèria a transportar en una borrassa i lligant el tot adequadament.

## Materials

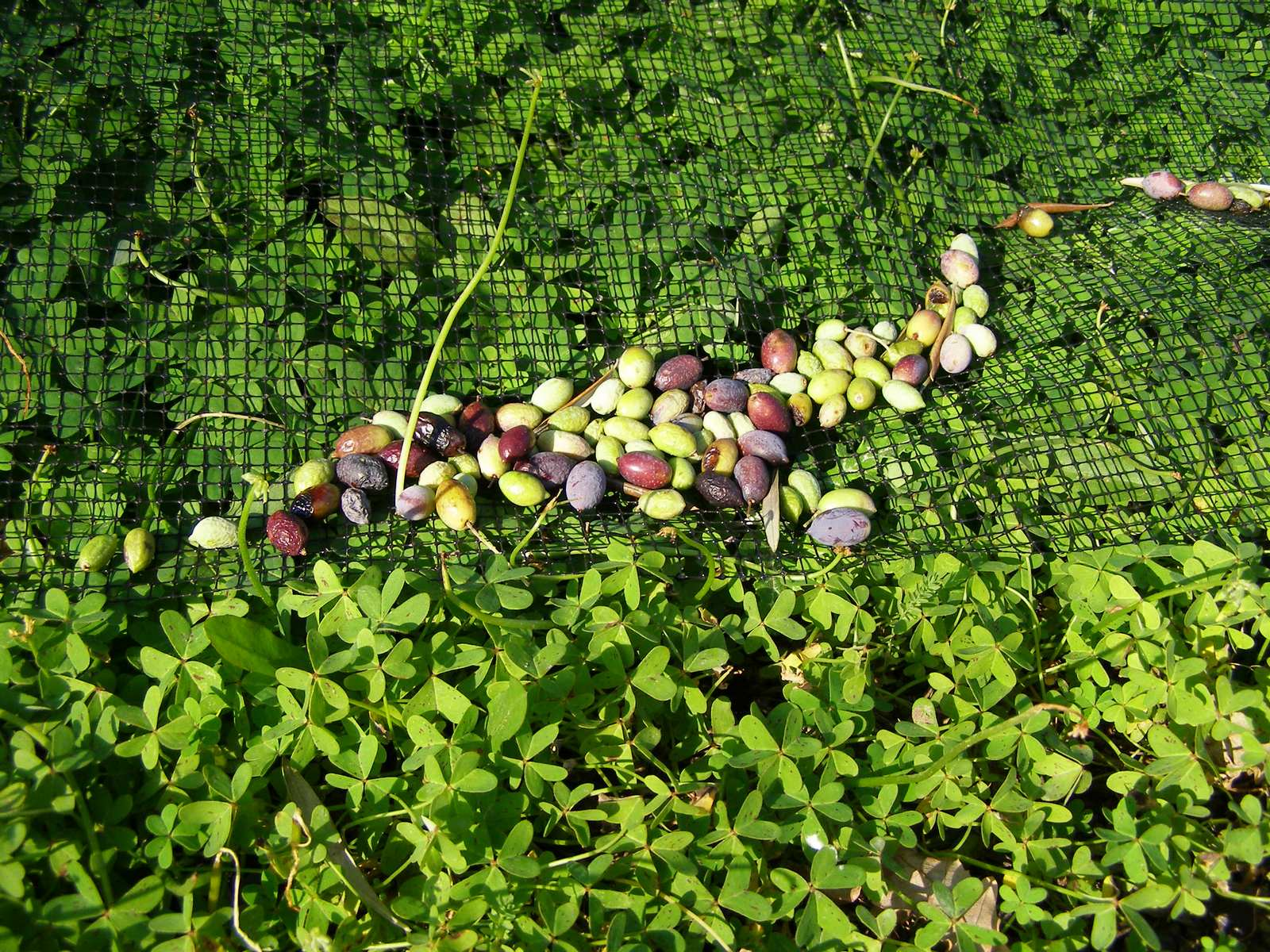
Olives sobre una borrassa de xarxa descansant sobre agrelles

Les borrasses tradicionals bones eren de borra de cànem (tot i que n'hi podien haver de més senzilles que eren d'arpillera). Tenien unes dimensions aproximades de 3 metres per 2 metres i eren feixugues i difícils de manejar. Plegades, eren voluminoses.
Les borrasses actuals es fabriquen de teixits de malla de plàstic i són molt més lleugeres que les tradicionals. Són de més bon manipular i ocupen menys volum quan cal plegar-les. Les dimensions de les borrasses de plàstic són molt més grans que les tradicionals. Poden arribar a 10x5m i més.

## Curiositats
A Barberà de la Conca, per Carnestoltes, sortien uns personatges anomenats “borrasses” que anaven embolicats amb una borrassa i duien una màquina de sulfatar plena d'aigua a l'esquena, amb la funció de mullar-se els uns als altres tan com podien. Normalment el públic acabava bastant remullat.